# Kwame Nsor
Kwame Nsor (Wa, 1º agosto 1992) è un ex calciatore ghanese, di ruolo attaccante.

## Carriera

### Club
Cresciuto in patria nelle file del Tudu Mighty Jet, dopo una stagione in prestito all'Wa All Stars passa a titolo definitivo al Metz nell'estate del 2010.
Negli anni successivi alterna alcune stagioni disputate con la maglia dei francesi con altre trascorse in prestito nel Kaiserslautern e nel Seraing. Dal settembre del 2016 è entrato a far parte della rosa dell'União Madeira, sempre con la formula del prestito.

### Nazionale
Ha giocato nelle nazionali giovanili ghanesi Under-17 ed Under-20.